# Hurikán Gonzalo
Gonzalo je jméno silného atlantického hurikánu, který měl uprostřed října 2014 ničivé účinky v prostoru Malých Antil, Bermud a Velké Británie. Večer a v noci 21. října přišla jako dozvuk hurikánu do střední Evropy studená fronta, která přinesla sněhové přeháňky a místy vítr síly až orkánu.